# 西垣匠
西垣匠（日语：／ Nishigaki Shō，1999年5月26日—），日本演員，東寶藝能旗下藝人。

## 人物
石川縣出身，身高178cm。本名西垣匠一郎，2018年進入慶應義塾大學就讀法學院政治系。於2019年在朋友推薦下參加慶應先生（Mr. Keio）選舉，獲得冠軍，後來接受了一年演技訓練，再於2020年年底簽約東寶藝能正式進入演藝圈。2021年，以深夜劇《為你著迷》作為演員出道。

## 作品
| 播放日程                 | 劇名                                                | 角色                   |
| ------------------------ | --------------------------------------------------- | ---------------------- |
| 2021年1月8日－2月5日     | 為你著迷                                            |                        |
| 2021年2月12日－3月19日   | 西荻窪 三星洋酒堂                                   | 雨宮涼一朗（高中時代） |
| 2021年4月25日－6月27日   | 龍櫻2                                               | 岩井由伸               |
| 2021年10月9日－12月18日  | 被擦掉的初戀                                        | 仲林大翔               |
| 2022年2月12日－3月19日   | 和風喫茶鹿楓堂 第5話 - 最終話                       | 花岡千利               |
| 2022年7月7日－9月22日    | 歡迎光臨自助洗衣店                                  | 香月慎太郎             |
| 2023年1月14日－3月18日   | ハマる男に蹴りたい女                                | 武田直樹               |
| 2023年3月2日－3月23日    | とりあえずカンパイしませんか? 第1話                 | 晴人                   |
| 2023年3月29日－5月17日   | 私がヒモを飼うなんて                                | 桐谷森生               |
| 2023年4月8日             | グランマの憂鬱 第1話                                | 森田達也               |
| 2023年4月24日            | 風間公親－教場0－ 第3話                             | 一色楓太               |
| 2023年5月12日－6月16日   | Pending Train—8時23分，明天和你在一起 第4話 - 第9話 | 加古川辰巳             |
| 2023年7月6日－9月21日    | 歡迎光臨自助洗衣店 第二季                           | 香月慎太郎（大學生）   |
| 2023年8月21日            | 跳槽的魔王大人 第6話                                | 小池                   |
| 2023年10月10日－12月19日 | 不要跨越時空，戀人們                                | 廣瀨航                 |
| 2024年1月15日－3月25日   | 春暖花開的那一天                                    | 黑澤健                 |
| 2024年1月23日            | 火星-零的革命- 第1話                                | 澤井玄樹               |
| 2024年10月20日－         | 海中沉睡的鑽石                                      | ライト                 |
| 2024年10月31日－12月19日 | 我的寶物 第3話 - 最終話                             | 下原隼人               |
| 2025年1月6日－3月10日    | 財閥復仇～致成為我兄嫂的前妻～                      | 佐竹玲央               |

| 上映日期      | 劇名                               | 角色           |
| ------------- | ---------------------------------- | -------------- |
| 2022年7月29日 | 即使，這份戀情今晚就會從世界上消失 | 透跟真織的同學 |
| 2022年8月26日 | 彬與瑛                             | 尾野           |
| 2023年3月17日 | 我的幸福婚約                       | 岡部秀太       |
| 2024年3月8日  | 我家的英雄                         | 榎木           |

## 舞台劇
- 『薔薇とサムライ 2-海賊女王の帰還-』飾演 ベルナルド
  - 2022年9月9日～9月11日　富山・オーバード・ホール
  - 2022年9月22日～9月25日　新潟・新潟県民会館 大ホール
  - 2022年10月5日～10月20日　大阪・フェスティバルホール
  - 2022年11月1日～12月6日　東京・新橋演舞場

## 出版物

### 公式集
- ドラゴン桜（2021-07-29）
- みなと商事コインランドリー TVドラマ公式ビジュアルブック（2022-10-27）

### 雜誌
- 封面

| 雜誌名稱         | 主題                         | 出版社             | 期數         |
| 月刊北國アクタス | 表紙・巻頭                   | 北國新聞社         | 2021年7月號  |
| 月刊北國アクタス | 表紙・新連載：匠心者のホンネ | 北國新聞社         | 2022年4月號  |
| 月刊TVガイド     | 表冊表紙                     | 東京ニュース通信社 | 2021年10月號 |

- 歷年雜誌

| 雜誌名稱         | 發售日期 | 出版社             | 期數        |
| BARFOUT!         | 3月19日  | ブラウンズブックス | 2021年4月號 |
| JUNON            | 4月22日  | 主婦と生活社       | 2021年6月號 |
| 月刊北國アクタス | 6月20日  | 北國新聞社         | 2021年7月號 |
| CM NOW BOYS      | 9月16日  | 玄光社             | vol.12      |

| 雜誌名稱           | 發售日期 | 出版社             | 期數            |
| 月刊北國アクタス   | 3月20日  | 北國新聞社         | 2022年4月號     |
| 月刊北國アクタス   | 4月20日  | 北國新聞社         | 2022年5月號     |
| 月刊北國アクタス   | 5月20日  | 北國新聞社         | 2022年6月號     |
| 月刊北國アクタス   | 6月20日  | 北國新聞社         | 2022年7月號     |
| TVガイドdan        | 7月4日   | 東京ニュース通信社 | vol.44          |
| 月刊北國アクタス   | 7月20日  | 北國新聞社         | 2022年8月號     |
| JUNON              | 7月22日  | 主婦と生活社       | 2022年9月號     |
| 月刊TVガイド       | 8月17日  | 東京ニュース通信社 | 8.26            |
| JUNON              | 8月22日  | 主婦と生活社       | 2022年10月號    |
| BoyAge-ボヤージュ- | 10月13日 | KADOKAWA           | vol.19          |
| 月刊北國アクタス   | 10月20日 | 北國新聞社         | 2022年11月號    |
| JUNON              | 10月22日 | 主婦と生活社       | 2022年12月號    |
| BARFOUT!           | 11月22日 | ブラウンズブックス | vol.237         |
| JUNON              | 11月22日 | 主婦と生活社       | 2023年1月號     |
| CM NOW             | 11月29日 | 玄光社             | vol.220         |
| 月刊TVガイド       | 12月16日 | 東京ニュース通信社 | 2023年2月號     |
| ViVi               | 12月16日 | 講談社             | 2023年2月號     |
| 月刊北國アクタス   | 12月19日 | 北國新聞社         | 2023年1月號     |
| デジタルTVガイド   | 12月27日 | 東京ニュース通信社 | 2023年2月號增刊 |

| 雜誌名稱         | 發售日期 | 出版社     | 期數        |
| 月刊北國アクタス | 1月19日  | 北國新聞社 | 2023年1月號 |

## 外部連結
- 西垣 匠 東寶藝能官方頁面 （页面存档备份，存于）
- 西垣匠的X（前Twitter）
- 西垣匠的Instagram帳戶
- 西垣匠的TikTok